# Îles Vierges des États-Unis aux Jeux olympiques d'hiver de 2002
Les Îles Vierges des États-Unis participent aux Jeux olympiques d'hiver de 2002 à Salt Lake City aux États-Unis du 8 au 24 février 2002. Il s'agit de leur 5e participation à des Jeux olympiques d'hiver. La délégation est composée de huit athlètes concourants dans deux sports, la porte-drapeau est la lugeuse Dinah Browne.

## Bobsleigh
| Athlète                                                   | Épreuve      | Course 1 | Course 1 | Course 2 | Course 2 | Course 3 | Course 3 | Course 4 | Course 4 | Total         | Total |
| Athlète                                                   | Épreuve      | Temps    | Rang     | Temps    | Rang     | Temps    | Rang     | Temps    | Rang     | Temps         | Rang  |
| --------------------------------------------------------- | ------------ | -------- | -------- | -------- | -------- | -------- | -------- | -------- | -------- | ------------- | ----- |
| Quinn Wheeler Zachary Zoller                              | bob à deux   | 49 s 81  | 37e      | 49 s 76  | 36e      | 49 s 86  | 35e      | 50 s 01  | 37e      | 3 min 19 s 44 | 36e   |
| Christian Brown Michael Savitch Keith Sudziarski Paul Zar | bob à quatre | 51 s 36  | 33e      | -        | -        | -        | -        | -        | -        | DNF           | -     |

## Luge
| Athlète        | Course 1 | Course 1 | Course 2 | Course 2 | Course 3 | Course 3 | Course 4 | Course 4 | Total          | Total |
| Athlète        | Temps    | Rang     | Temps    | Rang     | Temps    | Rang     | Temps    | Rang     | Temps          | Rang  |
| -------------- | -------- | -------- | -------- | -------- | -------- | -------- | -------- | -------- | -------------- | ----- |
| Anne Abernathy | 44 s 491 | 24e      | 44 s 740 | 28e      | 44 s 619 | 26e      | 44 s 579 | 26e      | 2 min 58 s 429 | 26e   |
| Dinah Browne   | 45 s 603 | 28e      | 44 s 585 | 27e      | 44 s 857 | 27e      | 44 s 700 | 27e      | 2 min 59 s 745 | 28e   |